# Колон (Энтре-Риос)
Колон (исп. Colón) — город и муниципалитет в департаменте Колон провинции Энтре-Риос (Аргентина), административный центр департамента.

## История
В 1863 году бывшим президентом Хусто Хосе де Уркисой был основан городок (вилья) Колон, который должен был служить речным портом для основанной за несколько лет до этого сельскохозяйственной колонии Сан-Хосе. Сюда стали прибывать иммигранты из Швейцарии и Италии, и уже в 1871 году Колон был поднят в статусе до города (сьюдад). В 1872 году был образован муниципалитет.
В 1975 году здесь был построен мост Хенераль-Артигас, соединивший Аргентину и Уругвай.

## Знаменитые уроженцы
- Паоло Кинтерос (род.1979) — баскетболист, бронзовый призёр Олимпиады-2008.